# Moszczona (Ukraina)
Moszczona (ukr. Мощена, Moszczena) – wieś na Ukrainie, w obwodzie wołyńskim, w rejonie kowelskim. W 2020 roku liczyła 562 mieszkańców.